# Простиль
Про́стиль (от др.-греч. πρό — впереди и στῦλος — колонна) — тип античного храма, прямоугольного в плане, имеющего, в отличие от амфипростиля и периптера, только один ряд колонн на переднем (главном) фасаде. Аналогичный план имеет храм с портиком, чаще из четырёх колонн, на переднем фасаде здания, что напоминает древнегреческий Храм в антах.
Храмы такого типа строили древние этруски в Италии и греки, позднее — римляне. Этот тип происходит от древнейших мегаронов и возник, вероятно, на островах Восточного Средиземноморья в VIII веке до н. э., однако существует немало руин подобных сооружений в Великой Греции (на юге Италии).